# Deutscher Gehörlosen-Bund
Der Deutsche Gehörlosen-Bund e. V. (DGB) ist eine Interessenvertretung der auf 80.000 bis 100.000 Personen geschätzten Gruppe der deutschen Gehörlosen und anderer Hörgeschädigter, von denen etwa 30.000 eingetragene Mitglieder sind.
Der Deutsche Gehörlosen-Bund wurde im Jahr 1950 gegründet. Er betrachtet sich als Rechtsnachfolger des 1927 gegründeten Reichsverbandes der Gehörlosen Deutschlands (ReGeDe), der sich in der NS-Zeit 1940 in Reichsbund der Gehörlosen Deutschlands umbenannt hatte und im Jahr 1943 in der Deutschen Gehör- und Sprachgeschädigtenwohlfahrt (DGS) aufgegangen war. Der Verein hat seinen Sitz in Berlin. Der Verein definiert „Gehörlosigkeit“ aus Sicht der Betroffenen nicht nur am Hörstatus, sondern auch an der Identifikation mit der Gebärdensprachgemeinschaft und Gehörlosenkultur.
Der Verein engagiert sich gezielt auch für die Interessen von Familien mit gehörlosen bzw. hochgradig hörgeschädigten Kindern, bei denen eine endgültige Zuordnung zu den sprachlich und kulturell unterschiedlich orientierten Gruppen von Hörgeschädigten noch nicht möglich ist. Er versteht sich als sozialpolitische, kulturelle und beruflichen Interessenvertretung der Gehörlosen in Deutschland und als Forum für die Gebärdensprachgemeinschaft. Er informiert seine Mitglieder, beruflich mit Gehörlosen befasste Personen und die Öffentlichkeit über aktuelle Themen und berät seine Landesverbände bezüglich notwendiger sozialpolitischer Aktivitäten in ihrem Bundesland.
Mit der gesetzlichen Anerkennung der Gebärdensprache durch das Neunte Buch Sozialgesetzbuch (2001) und das Behindertengleichstellungsgesetz (2002) wurde ein wichtiges Ziel des DGB erreicht. Die Aufklärung über den Anspruch der Betroffenen auf Verwendung der Gebärdensprache und die Umsetzung der Neuregelungen in die Praxis erfordern weitere Anstrengungen. So unterstützt der Verband z. B. Maßnahmen zur Ausbildung von Gebärdensprachdolmetschern und gehörlosen Gebärdensprachdozenten und bemüht sich um den Aufbau einer entsprechenden Qualitätssicherung.
Ferner setzt sich der Verein dafür ein, dass immer mehr Gehörlose im pädagogischen, sozialpädagogischen, technischen und medizinischen Bereich selbst als Fachkräfte tätig werden können. Die Verbesserung des Beratungs- und Bildungsangebots für Gehörlose sowie der Auf- und Ausbau der Jugend-, Frauen- und Seniorenarbeit bilden weitere Schwerpunkte. Für diese besonderen Zielgruppen bietet der Verein traditionell bundesweite Seminare an. Zusätzlich führt er regelmäßig so genannte Führungskräfteseminare für die ehrenamtlichen Mitarbeiter der regionalen Gehörlosenvereine und -verbände durch.